# Europees kampioenschap voetbal vrouwen 2013
Het Europees kampioenschap voetbal vrouwen 2013 was het Europees kampioenschap voetbal vrouwen dat werd gehouden van 10 tot en met 28 juli 2013 in Zweden.
Regerend kampioen Duitsland wist de titel te prolongeren door in de finale met 1–0 te winnen van Noorwegen.

## Organisatie

### Toewijzing
Landen die geïnteresseerd waren om het toernooi te organiseren konden zich tot 13 november 2009 opgeven bij de UEFA. Vijf landen maakten hun interesse kenbaar, te weten:
- Bulgarije
- Nederland
- Polen
- Zweden
- Zwitserland

Van deze landen waren Nederland en Zweden actief op het vorige kampioenschap. Zweden organiseerde in 1997 al eens eerder het EK, samen met buurland Noorwegen. De UEFA legde hierna de voorwaarden voor aan de kandidaten, onder andere dat het bid één stadion moest hebben van 15.000 tot 20.000 toeschouwers. De overige stadions moesten een capaciteit hebben van 7.000 tot 10.000 toeschouwers.
Op 15 juni 2010 werd door Nederland en Zweden een bidbook ingeleverd, waarmee de overige drie afvielen. De UEFA ging daarna op bezoek bij de twee kandidaat-landen. De toewijzing van het EK volgde op 4 oktober 2010. Zweden werd op die dag als gastland verkozen.

### Speelsteden en stadions[2]
De capaciteit van het Friends Arena in Solna werd voor het toernooi tijdelijk verlaagd van 50.000 naar 30.000. Stadions met een gesponsorde naam droegen tijdens het toernooi een tijdelijke naam.
| Göteborg                            | Solna                                                     | Linköping                          |
| ----------------------------------- | --------------------------------------------------------- | ---------------------------------- |
| Gamla Ullevi                        | Friends Arena                                             | Arena Linköping                    |
| Capaciteit: 16.700                  | Capaciteit: 30.000                                        | Capaciteit: 8.300                  |
| 3 groepswedstrijden, 1 halve finale | Finale                                                    | 3 groepswedstrijden, 1 kwartfinale |
|                                     |                                                           |                                    |
| Norrköping                          | Halmstad Växjö Göteborg Solna Kalmar Linköping Norrköping | Kalmar                             |
| Nya Parken                          | Halmstad Växjö Göteborg Solna Kalmar Linköping Norrköping | Kalmar Arena (Guldfågeln Arena)    |
| Capaciteit: 17.234                  | Halmstad Växjö Göteborg Solna Kalmar Linköping Norrköping | Capaciteit: 10.900                 |
| 3 groepswedstrijden, 1 halve finale | Halmstad Växjö Göteborg Solna Kalmar Linköping Norrköping | 3 groepswedstrijden, 1 kwartfinale |
|                                     | Halmstad Växjö Göteborg Solna Kalmar Linköping Norrköping |                                    |
| Halmstad                            | Halmstad Växjö Göteborg Solna Kalmar Linköping Norrköping | Växjö                              |
| Örjans vall                         | Halmstad Växjö Göteborg Solna Kalmar Linköping Norrköping | Växjö Arena (Myresjöhus Arena)     |
| Capaciteit: 7.500                   | Halmstad Växjö Göteborg Solna Kalmar Linköping Norrköping | Capaciteit: 12.000                 |
| 3 groepswedstrijden, 1 kwartfinale  | Halmstad Växjö Göteborg Solna Kalmar Linköping Norrköping | 3 groepswedstrijden, 1 kwartfinale |
|                                     | Halmstad Växjö Göteborg Solna Kalmar Linköping Norrköping |                                    |

## Kwalificatie

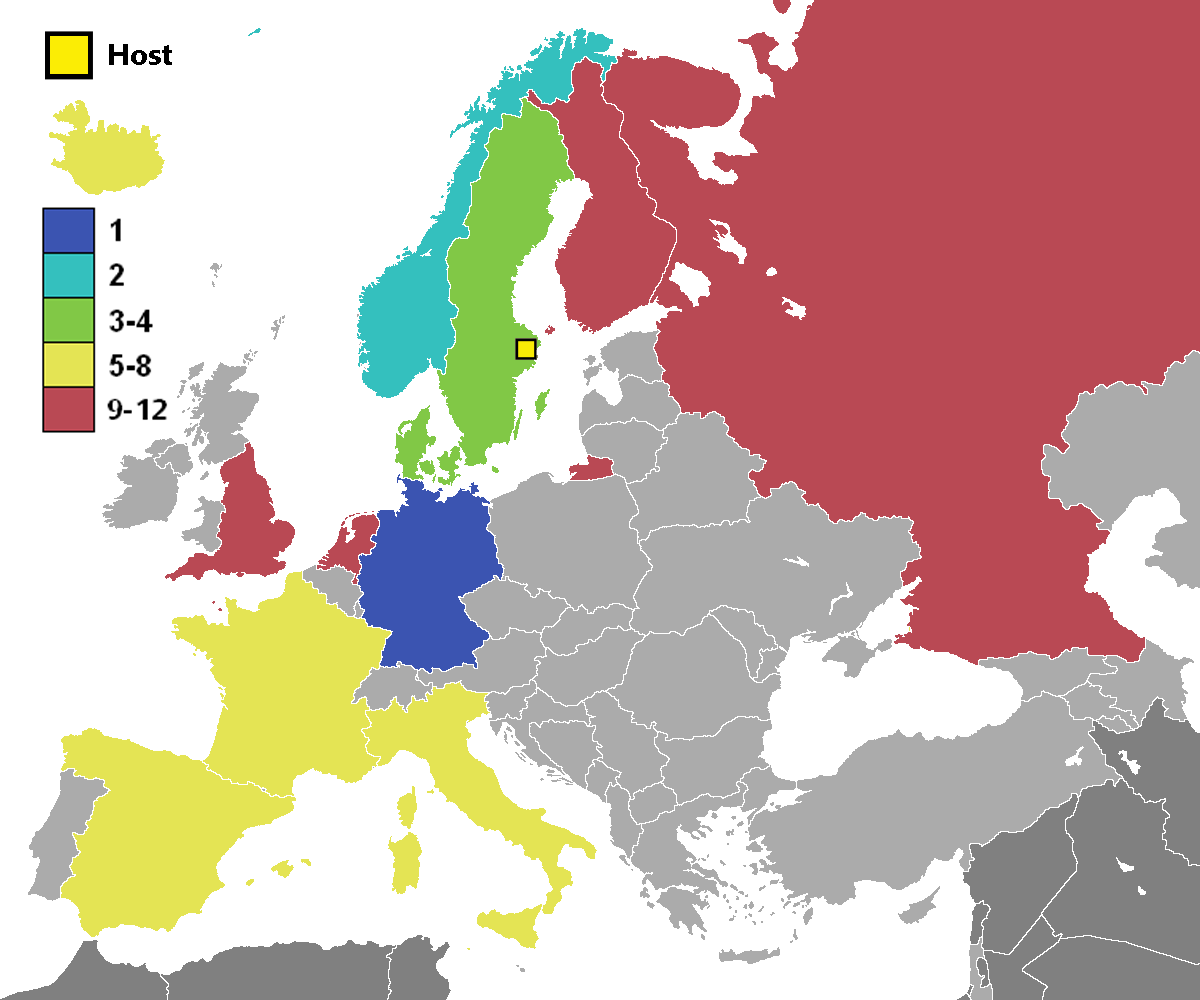
Deelnemende landen

In 2011 startte de kwalificatie voor de elf te vergeven plaatsen voor het eindtoernooi. Er vond een voorronde plaats in maart 2011, waarbij Macedonië en Armenië zich plaatsten voor de volgende ronde. In die maand vond ook de loting plaats voor het vervolg van de kwalificatie. De wedstrijden van die fase werden gespeeld van 19 mei 2011 tot en met 19 september 2012. De groepswinnaars plaatsten zich voor het eindtoernooi, terwijl de overige plaatsen werden vergeven in play-offs over twee wedstrijden in oktober van 2012.
Gastland Zweden was als organisator vrijgesteld van kwalificatie.

### Geplaatste teams
| Land       | Gekwalificeerd als | Datum kwalificatie | Voorgaande deelnames                                     |
| ---------- | ------------------ | ------------------ | -------------------------------------------------------- |
| Zweden     | Gastland           | 4 oktober 2010     | 8 (1984, 1987, 1989, 1995, 1997, 2001, 2005, 2009)       |
| Italië     | Winnaar groep 1    | 16 juni 2012       | 9 (1984, 1987, 1989, 1991, 1993, 1997, 2001, 2005, 2009) |
| Duitsland  | Winnaar groep 2    | 16 juni 2012       | 8 (1989, 1991, 1993, 1995, 1997, 2001, 2005, 2009)       |
| Noorwegen  | Winnaar groep 3    | 19 september 2012  | 9 (1987, 1989, 1991, 1993, 1995, 1997, 2001, 2005, 2009) |
| Frankrijk  | Winnaar groep 4    | 15 september 2012  | 4 (1997, 2001, 2005, 2009)                               |
| Finland    | Winnaar groep 5    | 15 september 2012  | 9 (1987, 1989, 1991, 1993, 1995, 1997, 2001, 2005, 2009) |
| Engeland   | Winnaar groep 6    | 19 september 2012  | 8 (1984, 1987, 1991, 1993, 1995, 2001, 2005, 2009)       |
| Denemarken | Winnaar groep 7    | 19 september 2012  | 9 (1984, 1989, 1991, 1993, 1995, 1997, 2001, 2005, 2009) |
| Nederland  | Beste nummer twee  | 19 september 2012  | 1 (2009)                                                 |
| Spanje     | Winnaar play-offs  | 24 oktober 2012    | 1 (1997)                                                 |
| Rusland    | Winnaar play-offs  | 25 oktober 2012    | 5 (1993, 1995, 1997, 2001, 2009)                         |
| IJsland    | Winnaar play-offs  | 25 oktober 2012    | 1 (2009)                                                 |

Vet geeft winnaar van dat jaar weer
Schuin geeft gastland(en) voor dat jaar weer

## Groepsfase

### Groep A
| Team       | Pld | G | G | V | DV | DT | DS | Pnt |
| ---------- | --- | - | - | - | -- | -- | -- | --- |
| Zweden     | 3   | 2 | 1 | 0 | 9  | 2  | +7 | 7   |
| Italië     | 3   | 1 | 1 | 1 | 3  | 4  | –1 | 4   |
| Denemarken | 3   | 0 | 2 | 1 | 3  | 4  | –1 | 2   |
| Finland    | 3   | 0 | 2 | 1 | 1  | 6  | –5 | 2   |

|                            |         |       |         |                                                                               |
| 10 juli 2013 18.00 (UTC+2) | Italië  | 0 – 0 | Finland | Örjans vall, Halmstad Toeschouwers: 3.011 Scheidsrechter: Teodora Albon (ROU) |
| 10 juli 2013 18.00 (UTC+2) | Verslag |       |         | Örjans vall, Halmstad Toeschouwers: 3.011 Scheidsrechter: Teodora Albon (ROU) |

|                            |             |         |             |                                                                                     |
| 10 juli 2013 20.30 (UTC+2) | Zweden      | 1 – 1   | Denemarken  | Gamla Ullevi, Göteborg Toeschouwers: 16.128 Scheidsrechter: Bibiana Steinhaus (GER) |
| 10 juli 2013 20.30 (UTC+2) | Fischer 36' | Verslag | 26' Knudsen | Gamla Ullevi, Göteborg Toeschouwers: 16.128 Scheidsrechter: Bibiana Steinhaus (GER) |

|                            |                          |         |              |                                                                                |
| 13 juli 2013 18.00 (UTC+2) | Italië                   | 2 – 1   | Denemarken   | Örjans vall, Halmstad Toeschouwers: 2.190 Scheidsrechter: Esther Staubli (SUI) |
| 13 juli 2013 18.00 (UTC+2) | Gabbiadini 55' Mauro 60' | Verslag | 66' Brogaard | Örjans vall, Halmstad Toeschouwers: 2.190 Scheidsrechter: Esther Staubli (SUI) |

|                            |         |         |                                               |                                                                                     |
| 13 juli 2013 20.30 (UTC+2) | Finland | 0 – 5   | Zweden                                        | Gamla Ullevi, Göteborg Toeschouwers: 16.414 Scheidsrechter: Cristina Dorcioma (ROU) |
| 13 juli 2013 20.30 (UTC+2) |         | Verslag | 15', 36' Fischer 38' Asllani 60', 87' Schelin | Gamla Ullevi, Göteborg Toeschouwers: 16.414 Scheidsrechter: Cristina Dorcioma (ROU) |

|                            |                                           |         |                |                                                                                 |
| 16 juli 2013 20.30 (UTC+2) | Zweden                                    | 3 – 1   | Italië         | Örjans vall, Halmstad Toeschouwers: 7.288 Scheidsrechter: Katalin Kulcsár (HUN) |
| 16 juli 2013 20.30 (UTC+2) | Manieri 47' (e.d.) Schelin 49' Öqvist 57' | Verslag | 78' Gabbiadini | Örjans vall, Halmstad Toeschouwers: 7.288 Scheidsrechter: Katalin Kulcsár (HUN) |

|                            |              |         |             |                                                                                   |
| 16 juli 2013 20.30 (UTC+2) | Denemarken   | 1 – 1   | Finland     | Gamla Ullevi, Göteborg Toeschouwers: 8.360 Scheidsrechter: Kateryna Monzoel (UKR) |
| 16 juli 2013 20.30 (UTC+2) | Brogaard 26' | Verslag | 87' Sjölund | Gamla Ullevi, Göteborg Toeschouwers: 8.360 Scheidsrechter: Kateryna Monzoel (UKR) |

### Groep B
| Team      | Pld | G | G | V | DV | DT | DS | Pnt |
| --------- | --- | - | - | - | -- | -- | -- | --- |
| Noorwegen | 3   | 2 | 1 | 0 | 3  | 1  | +2 | 7   |
| Duitsland | 3   | 1 | 1 | 1 | 3  | 1  | +2 | 4   |
| IJsland   | 3   | 1 | 1 | 1 | 2  | 4  | –2 | 4   |
| Nederland | 3   | 0 | 1 | 2 | 0  | 2  | –2 | 1   |

|                            |             |         |                            |                                                                                |
| 11 juli 2013 18.00 (UTC+2) | Noorwegen   | 1 – 1   | IJsland                    | Kalmar Arena, Kalmar Toeschouwers: 3.867 Scheidsrechter: Katalin Kulcsár (HUN) |
| 11 juli 2013 18.00 (UTC+2) | Hegland 26' | Verslag | 87' (pen.) M. Viðarsdóttir | Kalmar Arena, Kalmar Toeschouwers: 3.867 Scheidsrechter: Katalin Kulcsár (HUN) |

|                            |           |       |           |                                                                              |
| 11 juli 2013 20.30 (UTC+2) | Duitsland | 0 – 0 | Nederland | Växjö Arena, Växjö Toeschouwers: 8.861 Scheidsrechter: Silvia Spinelli (ITA) |
| 11 juli 2013 20.30 (UTC+2) | Verslag   |       |           | Växjö Arena, Växjö Toeschouwers: 8.861 Scheidsrechter: Silvia Spinelli (ITA) |

|                            |                 |         |           |                                                                              |
| 14 juli 2013 18.00 (UTC+2) | Noorwegen       | 1 – 0   | Nederland | Kalmar Arena, Kalmar Toeschouwers: 4.256 Scheidsrechter: Teodora Albon (ROU) |
| 14 juli 2013 18.00 (UTC+2) | Gulbrandsen 54' | Verslag |           | Kalmar Arena, Kalmar Toeschouwers: 4.256 Scheidsrechter: Teodora Albon (ROU) |

|                            |         |         |                                      |                                                                              |
| 14 juli 2013 20.30 (UTC+2) | IJsland | 0 – 3   | Duitsland                            | Växjö Arena, Växjö Toeschouwers: 4.620 Scheidsrechter: Kirsi Heikkinen (FIN) |
| 14 juli 2013 20.30 (UTC+2) |         | Verslag | 24' Lotzen 55', 84' Okoyino da Mbabi | Växjö Arena, Växjö Toeschouwers: 4.620 Scheidsrechter: Kirsi Heikkinen (FIN) |

|                            |           |         |                    |                                                                            |
| 17 juli 2013 18.00 (UTC+2) | Nederland | 0 – 1   | IJsland            | Växjö Arena, Växjö Toeschouwers: 3406 Scheidsrechter: Esther Staubli (SUI) |
| 17 juli 2013 18.00 (UTC+2) |           | Verslag | 30' Brynjarsdóttir | Växjö Arena, Växjö Toeschouwers: 3406 Scheidsrechter: Esther Staubli (SUI) |

|                            |           |         |               |                                                                                    |
| 17 juli 2013 18.00 (UTC+2) | Duitsland | 0 – 1   | Noorwegen     | Kalmar Arena, Kalmar Toeschouwers: 10.346 Scheidsrechter: Cristina Dorcioman (ROU) |
| 17 juli 2013 18.00 (UTC+2) |           | Verslag | 45+1' Isaksen | Kalmar Arena, Kalmar Toeschouwers: 10.346 Scheidsrechter: Cristina Dorcioman (ROU) |

### Groep C
| Team      | Pld | G | G | V | DV | DT | DS | Pnt |
| --------- | --- | - | - | - | -- | -- | -- | --- |
| Frankrijk | 3   | 3 | 0 | 0 | 7  | 1  | +6 | 9   |
| Spanje    | 3   | 1 | 1 | 1 | 4  | 4  | 0  | 4   |
| Rusland   | 3   | 0 | 2 | 1 | 3  | 5  | –2 | 2   |
| Engeland  | 3   | 0 | 1 | 2 | 3  | 7  | –4 | 1   |

|                            |                              |         |              |                                                                                  |
| 12 juli 2013 18.00 (UTC+2) | Frankrijk                    | 3 – 1   | Rusland      | Nya Parken, Norrköping Toeschouwers: 2.980 Scheidsrechter: Jenny Palmqvist (SWE) |
| 12 juli 2013 18.00 (UTC+2) | Delie 21', 32' Le Sommer 67' | Verslag | 84' Morozova | Nya Parken, Norrköping Toeschouwers: 2.980 Scheidsrechter: Jenny Palmqvist (SWE) |

|                            |                      |         |                                       |                                                                                       |
| 12 juli 2013 20.30 (UTC+2) | Engeland             | 2 – 3   | Spanje                                | Arena Linköping, Linköping Toeschouwers: 5.190 Scheidsrechter: Kateryna Monzoel (UKR) |
| 12 juli 2013 20.30 (UTC+2) | Aluko 8' Bassett 89' | Verslag | 4' Boquete 85' Hermoso 90+3' Putellas | Arena Linköping, Linköping Toeschouwers: 5.190 Scheidsrechter: Kateryna Monzoel (UKR) |

|                            |              |         |               |                                                                                        |
| 15 juli 2013 18.00 (UTC+2) | Engeland     | 1 – 1   | Rusland       | Arena Linköping, Linköping Toeschouwers: 3.629 Scheidsrechter: Bibiana Steinhaus (GER) |
| 15 juli 2013 18.00 (UTC+2) | Duggan 90+2' | Verslag | 38' Korovkina | Arena Linköping, Linköping Toeschouwers: 3.629 Scheidsrechter: Bibiana Steinhaus (GER) |

|                            |        |         |           |                                                                                  |
| 15 juli 2013 20.30 (UTC+2) | Spanje | 0 – 1   | Frankrijk | Nya Parken, Norrköping Toeschouwers: 5.068 Scheidsrechter: Carina Vitulano (ITA) |
| 15 juli 2013 20.30 (UTC+2) |        | Verslag | 5' Renard | Nya Parken, Norrköping Toeschouwers: 5.068 Scheidsrechter: Carina Vitulano (ITA) |

|                            |                                   |         |          |                                                                                      |
| 18 juli 2013 20.30 (UTC+2) | Frankrijk                         | 3 – 0   | Engeland | Arena Linköping, Linköping Toeschouwers: 2.157 Scheidsrechter: Kirsi Heikkinen (FIN) |
| 18 juli 2013 20.30 (UTC+2) | Le Sommer 9' Nécib 62' Renard 64' | Verslag |          | Arena Linköping, Linköping Toeschouwers: 2.157 Scheidsrechter: Kirsi Heikkinen (FIN) |

|                            |               |         |             |                                                                                  |
| 18 juli 2013 20.30 (UTC+2) | Rusland       | 1 – 1   | Spanje      | Nya Parken, Norrköping Toeschouwers: 7.332 Scheidsrechter: Jenny Palmqvist (SWE) |
| 18 juli 2013 20.30 (UTC+2) | Terechova 44' | Verslag | 14' Boquete | Nya Parken, Norrköping Toeschouwers: 7.332 Scheidsrechter: Jenny Palmqvist (SWE) |

### Nummers drie
| Grp | Team        | Pld | G | G | V | DV | DT | DS | Pnt |
| --- | ----------- | --- | - | - | - | -- | -- | -- | --- |
| B   | IJsland     | 3   | 1 | 1 | 1 | 2  | 4  | –2 | 4   |
| A   | Denemarken1 | 3   | 0 | 2 | 1 | 3  | 4  | –1 | 2   |
| C   | Rusland     | 3   | 0 | 2 | 1 | 3  | 5  | –2 | 2   |

1 Denemarken naar kwartfinales na loting voor bepaling tweede beste nummer drie op 18 juli 23.30 (UTC+2) in Nya Parken, Norrköping.

## Knock-outfase
|  | kwartfinale         | kwartfinale          |                    |       | halve finale | halve finale |  |  | finale | finale |
|  |                     |                      |                    |       |              |              |  |  |        |        |
|  |                     |                      |                    |       |              |              |  |  |        |        |
|  | 21 juli – Halmstad  |                      |                    |       |              |              |  |  |        |        |
|  |                     |                      |                    |       |              |              |  |  |        |        |
|  | Zweden              | 4                    |                    |       |              |              |  |  |        |        |
|  | Zweden              | 4                    | 24 juli – Göteborg |       |              |              |  |  |        |        |
|  | IJsland             | 0                    |                    |       |              |              |  |  |        |        |
|  | IJsland             | 0                    | Zweden             | 0     |              |              |  |  |        |        |
|  | 21 juli – Växjö     |                      | Zweden             | 0     |              |              |  |  |        |        |
|  |                     | Duitsland            | 1                  |       |              |              |  |  |        |        |
|  | Italië              | Duitsland            | 1                  | 0     |              |              |  |  |        |        |
|  | Italië              |                      | 28 juli – Solna    | 0     |              |              |  |  |        |        |
|  | Duitsland           | 1                    |                    |       |              |              |  |  |        |        |
|  | Duitsland           | 1                    | Duitsland          | 1     |              |              |  |  |        |        |
|  | 22 juli – Kalmar    |                      | Duitsland          | 1     |              |              |  |  |        |        |
|  |                     | Noorwegen            | 0                  |       |              |              |  |  |        |        |
|  | Noorwegen           | Noorwegen            | 0                  | 3     |              |              |  |  |        |        |
|  | Noorwegen           | 25 juli – Norrköping |                    | 3     |              |              |  |  |        |        |
|  | Spanje              | 1                    |                    |       |              |              |  |  |        |        |
|  | Spanje              | 1                    | Noorwegen          | 1 (4) |              |              |  |  |        |        |
|  | 22 juli – Linköping |                      | Noorwegen          | 1 (4) |              |              |  |  |        |        |
|  |                     | Denemarken           | 1 (2)              |       |              |              |  |  |        |        |
|  | Frankrijk           | Denemarken           | 1 (2)              | 1 (2) |              |              |  |  |        |        |
|  | Frankrijk           |                      |                    | 1 (2) |              |              |  |  |        |        |
|  | Denemarken          | 1 (4)                |                    |       |              |              |  |  |        |        |
|  | Denemarken          | 1 (4)                |                    |       |              |              |  |  |        |        |

### Kwartfinales
|                            |                                               |         |         |                                                                                 |
| 21 juli 2013 15.00 (UTC+2) | Zweden                                        | 4 – 0   | IJsland | Örjans vall, Halmstad Toeschouwers: 7.468 Scheidsrechter: Kirsi Heikkinen (FIN) |
| 21 juli 2013 15.00 (UTC+2) | M. Hammarström 3' Öqvist 14' Schelin 19', 59' | Verslag |         | Örjans vall, Halmstad Toeschouwers: 7.468 Scheidsrechter: Kirsi Heikkinen (FIN) |

|                            |        |         |             |                                                                              |
| 21 juli 2013 18.00 (UTC+2) | Italië | 0 – 1   | Duitsland   | Växjö Arena, Växjö Toeschouwers: 9.265 Scheidsrechter: Katalin Kulcsár (HUN) |
| 21 juli 2013 18.00 (UTC+2) |        | Verslag | 26' Laudehr | Växjö Arena, Växjö Toeschouwers: 9.265 Scheidsrechter: Katalin Kulcsár (HUN) |

|                            |                                                  |         |               |                                                                                   |
| 22 juli 2013 18.00 (UTC+2) | Noorwegen                                        | 3 – 1   | Spanje        | Kalmar Arena, Kalmar Toeschouwers: 10.435 Scheidsrechter: Bibiana Steinhaus (GER) |
| 22 juli 2013 18.00 (UTC+2) | Gulbrandsen 24' Paredes 43' (e.d.) Hegerberg 64' | Verslag | 90+3' Hermoso | Kalmar Arena, Kalmar Toeschouwers: 10.435 Scheidsrechter: Bibiana Steinhaus (GER) |

|                            |                                 |              |                                          |                                                                                      |
| 22 juli 2013 20:45 (UTC+2) | Frankrijk                       | 1 – 1 (n.v.) | Denemarken                               | Arena Linköping, Linköping Toeschouwers: 7.448 Scheidsrechter: Carina Vitulano (ITA) |
| 22 juli 2013 20:45 (UTC+2) | Nécib 71' (pen.)                | Verslag      | 28' Rasmussen                            | Arena Linköping, Linköping Toeschouwers: 7.448 Scheidsrechter: Carina Vitulano (ITA) |
| 22 juli 2013 20:45 (UTC+2) | Strafschoppen                   |              |                                          | Arena Linköping, Linköping Toeschouwers: 7.448 Scheidsrechter: Carina Vitulano (ITA) |
| 22 juli 2013 20:45 (UTC+2) | Nécib Thiney Le Sommer Delannoy | 2 – 4        | Røddik Rydahl Nadim Nielsen Arnth Jensen | Arena Linköping, Linköping Toeschouwers: 7.448 Scheidsrechter: Carina Vitulano (ITA) |

### Halve finales
|                            |        |         |              |                                                                                  |
| 24 juli 2013 20.30 (UTC+2) | Zweden | 0 – 1   | Duitsland    | Gamla Ullevi, Göteborg Toeschouwers: 16.608 Scheidsrechter: Esther Staubli (SUI) |
| 24 juli 2013 20.30 (UTC+2) |        | Verslag | 33' Marozsán | Gamla Ullevi, Göteborg Toeschouwers: 16.608 Scheidsrechter: Esther Staubli (SUI) |

|                            |                                      |              |                               |                                                                                   |
| 25 juli 2013 20.30 (UTC+2) | Noorwegen                            | 1 – 1 (n.v.) | Denemarken                    | Nya Parken, Norrköping Toeschouwers: 9.260 Scheidsrechter: Kateryna Monzoel (UKR) |
| 25 juli 2013 20.30 (UTC+2) | Christensen 3'                       | Verslag      | 87' Knudsen                   | Nya Parken, Norrköping Toeschouwers: 9.260 Scheidsrechter: Kateryna Monzoel (UKR) |
| 25 juli 2013 20.30 (UTC+2) | Strafschoppen                        |              |                               | Nya Parken, Norrköping Toeschouwers: 9.260 Scheidsrechter: Kateryna Monzoel (UKR) |
| 25 juli 2013 20.30 (UTC+2) | Gulbrandsen Dekkerhus Mjelde Rønning | 4 – 2        | Røddik Nielsen Nadim Brogaard | Nya Parken, Norrköping Toeschouwers: 9.260 Scheidsrechter: Kateryna Monzoel (UKR) |

### Finale
|                            |            |       |           |                                                                                 |
| 28 juli 2013 16.00 (UTC+2) | Duitsland  | 1 – 0 | Noorwegen | Solna Arena, Solna Toeschouwers: 41.301 Scheidsrechter: Cristina Dorcioma (ROU) |
| 28 juli 2013 16.00 (UTC+2) | Mittag 49' |       |           | Solna Arena, Solna Toeschouwers: 41.301 Scheidsrechter: Cristina Dorcioma (ROU) |

| UEFA Europees kampioenschap vrouwenvoetbal Winnaar 2013 |
| ------------------------------------------------------- |
|                                                         |
| DUITSLAND 8e titel                                      |

## Doelpuntenmakers
5 doelpunten
- Lotta Schelin

3 doelpunten
- Nilla Fischer

2 doelpunten
- Mia Brogaard
- Mariann Gajhede Knudsen
- Célia Okoyino da Mbabi
- Marie-Laure Delie
- Eugénie Le Sommer
- Louisa Nécib
- Wendie Renard
- Melania Gabbiadini
- Solveig Gulbrandsen
- Verónica Boquete
- Jennifer Hermoso
- Josefine Öqvist

1 doelpunt
- Johanna Rasmussen
- Simone Laudehr
- Lena Lotzen
- Dzsenifer Marozsán
- Anja Mittag
- Eniola Aluko
- Laura Bassett
- Toni Duggan
- Annica Sjölund
- Dagný Brynjarsdóttir
- Margrét Lára Viðarsdóttir
- Ilaria Mauro
- Marit Fiane Christensen
- Ada Hegerberg
- Kristine Wigdahl Hegland
- Ingvild Isaksen
- Nelli Korovkina
- Jelena Morozova
- Jelena Terechova
- Alèxia Putellas
- Kosovare Asllani
- Marie Hammarström

Eigen doelpunt
- Raffaella Manieri (tegen Zweden)
- Irene Paredes (tegen Noorwegen)